# Yokuşbaşı
Yokuşbaşı ist ein Dorf im Landkreis Honaz der türkischen Provinz Denizli. Yokuşbaşı liegt etwa 37 km nordöstlich der Provinzhauptstadt Denizli und 22 km nordöstlich von Honaz. Yokuşbaşı hatte laut der letzten Volkszählung 422 Einwohner (Stand: Ende Dezember 2010).